# Mako (attore)
Mako, pseudonimo di Makoto Iwamatsu (岩松 信; Kōbe, 10 dicembre 1933 – Somis, 21 luglio 2006), è stato un attore giapponese naturalizzato statunitense.

## Biografia
Nato a Kōbe, in Giappone, era figlio di un celebre autore di libri per bambini, Taro Yashima. I suoi genitori si trasferirono negli Stati Uniti d'America per studiare arte quando lui era ancora un bambino. Makoto rimase in Giappone assieme ai nonni. Nel 1941, quando il suo paese e gli Stati Uniti entrarono in guerra, i suoi genitori rimasero negli USA e lavorarono per lo United States Office of War Information. Alla fine del conflitto il Congresso garantì loro la residenza negli States.
Mako li raggiunse solo nel 1949, prestando poi servizio militare nei primi anni cinquanta. Una volta arrivato negli Stati Uniti iniziò a studiare architettura. Durante il servizio militare scoprì il proprio talento artistico recitando e, lasciato l'esercito, frequentò la Pasadena Playhouse. Nel 1956 venne naturalizzato cittadino statunitense. Sposò l'attrice Shizuko Hoshi, da cui ebbe due figlie che gli diedero a loro volta tre nipoti.
Ricevette il primo ruolo cinematografico in Never So Few nel 1959. Nel 1965 si dichiarò frustrato dei ruoli stereotipati assegnati ad attori asiatici come lui, e mise in piedi assieme ad altri suoi connazionali la East West Players Theatre Company, la prima ad avere aderenze anche con la Chiesa. In breve, essa divenne una salda organizzazione per attori asiatici, un vero caposaldo, e Mako ne fu il direttore artistico fino al 1989. Fu nominato agli Academy Awards nel 1966 per Quelli della San Pablo, e al Tony Award per il musical Pacific Overtures a Broadway.
Nel 1970 fu nel cast di Il re delle isole con Charlton Heston e Tina Chen. Successivamente interpretò nel 1994 il mago Nakano in Highlander 3, a fianco di Christopher Lambert, e fu Akiro "il Mago" nei due film della saga Conan il barbaro, con Arnold Schwarzenegger, e il magnate Kanemitsu in RoboCop 3. Interpretò Kungo Tsarong in Sette anni in Tibet e l'ammiraglio Yamamoto in Pearl Harbor.
Una delle sue più note interpretazioni fu quella di Li Sung in L'incredibile Hulk, mentre le sue ultime interpretazioni sono nei film Memorie di una Geisha e Cages. In televisione ha interpretato più volte la parte di politici e soldati giapponesi, cinesi e coreani. Ha partecipato a un episodio de I forti di Forte Coraggio, è stato antagonista di Bruce Lee ne Il Calabrone Verde e zio/maestro di Jackie Chan in Chi tocca il giallo muore.
Mako morì il 21 luglio 2006 a 72 anni per cancro all'esofago. Un giorno prima della sua morte fu annunciata la sua apparizione come doppiatore del personaggio di Splinter nel film sulle Tartarughe Ninja TMNT. Kevin Munroe, il regista del film, ha confermato che Mako aveva completato tutte le sue registrazioni. Il film è stato successivamente dedicato alla sua memoria. Viene inoltre onorato nello show Avatar: la leggenda di Aang: nel quindicesimo episodio della seconda stagione Tales of Ba Sing Se dopo una toccante scena del suo personaggio spunta la dicitura "In Honor of Mako".

## Filmografia

### Cinema
- 4 bassotti per 1 danese (The Ugly Dachshund), regia di Norman Tokar (1966)
- Quelli della San Pablo (The Sand Pebbles), regia di Robert Wise (1966)
- Mash, la guerra privata del sergente O'Farrell (The Private Navy of Sgt. O'Farrell), regia di Frank Tashlin (1968)
- Quel fantastico assalto alla banca (The Great Bank Robbery), regia di Hy Averback (1969)
- Ha l'età di mio padre ma l'amo pazzamente (Fools), regia di Tom Gries (1970)
- Il re delle isole (The Hawaiians), regia di Tom Gries (1970)
- Chinmoku, regia di Masahiro Shinoda (1971)
- L'isola sul tetto del mondo (The Island at the Top of the World), regia di Robert Stevenson (1974)
- Prisoners, regia di William H. Bushnell (1975)
- Killer Elite (The Killer Elite), regia di Sam Peckinpah (1975)
- Chi tocca il giallo muore (The Big Brawl), regia di Robert Clouse (1980)
- Sotto l'arcobaleno (Under the Rainbow), regia di Steve Rash (1981)
- Triade chiama Canale 6 (An Eye for an Eye), regia di Steve Carver (1981)
- Bushido - La spada del sole (Bushido Blade), regia di Tsugunobu Kotani (1981)
- Conan il barbaro (Conan the Barbarian), regia di John Milius (1982)
- Testament, regia di Lynne Littman (1983)
- Conan il distruttore (Conan the Destroyer), regia di Richard Fleischer (1984)
- Poliziotti alle Hawaii (Hawaiian Heat) – serie TV, 10 episodi (1984)
- Vietnam: la grande fuga (Behind Enemy Lines), regia di Gideon Amir (1986)
- Risposta armata (Armed Response), regia di Fred Olen Ray (1986)
- Assassini silenziosi (Silent Assassins), regia di Doo-yong Lee (1988)
- Tucker - Un uomo e il suo sogno (Tucker: The Man and His Dream), regia di Francis Ford Coppola (1988)
- The Wash, regia di Michael Toshiyuki Uno (1988)
- An Unremarkable Life, regia di Amin Q. Chaudhri (1989)
- Fatal Mission, regia di George Rowe (1990)
- Filofax - Un'agenda che vale un tesoro (Taking Care of Business), regia di Arthur Hiller (1990)
- Uno sconosciuto alla porta (Pacific Heights), regia di John Schlesinger (1990)
- Arma perfetta (The Perfect Weapon), regia di Mark DiSalle (1991)
- Sutoroberi rodo, regia di Koreyoshi Kurahara (1991)
- Nightingale, regia di Michael Sporn (1992) - film TV
- My Samurai, regia di Fred H. Dresch (1992)
- Pugno d'acciaio (Sidekicks), regia di Aaron Norris (1992)
- RoboCop 3, regia di Fred Dekker (1993)
- Sol levante (Rising Sun), regia di Philip Kaufman (1993)
- Cultivating Charlie, regia di Alex Georges (1994)
- Sole rosso sangue (Red Sun Rising), regia di Francis Megahy (1994)
- Highlander 3 (Highlander III: The Final Dimension), regia di Andrew Morahan (1994)
- Un gioco molto pericoloso (A Dangerous Place), regia di Jerry P. Jacobs (1995)
- Crying Freeman, regia di Christopher Gans (1995)
- Rinnegato (Midnight Man), regia di John Weidner (1995)
- Balance of Power, regia di Rick Bennett (1996)
- Giustizia bionda (Sworn to Justice), regia di Paul Maslak (1997)
- Sette anni in Tibet (Seven Years in Tibet), regia di Jean-Jacques Annaud (1997)
- Alegría, regia di Franco Dragone (1998)
- The Bird People in China (Chûgoku no chôjin), regia di Takashi Miike (1998)
- Kyohansha, regia di Kazuiro Kiuchi (1999)
- Fukuro no shiro, regia di Masahiro Shinoda (1999)
- Talk to Taka, regia di Richard K. Kim (2000) - cortometraggio
- I Rugrats a Parigi - Il film, regia di Stig Berqvist (2000)
- Cruel Game, regia di Masashi Nagadoi (2001)
- Pearl Harbor, regia di Michael Bay (2001)
- Il monaco (Bulletproof Monk), regia di Paul Hunter (2003)
- Bus Story, regia di Donna Choo (2003) - cortometraggio
- Cages, regia di Graham Streeter (2005)
- Memorie di una geisha (Memoirs of a Geisha), regia di Rob Marshall (2005)
- TMNT, regia di Kevin Munroe (2007)
- La setta delle tenebre (Rise), regia di Sebastian Gutierrez (2007)

### Televisione
- Ensign O'Toole – serie TV, episodi 1x01-1x06-1x32 (1962-1963)
- The Gallant Men – serie TV, episodio 1x21 (1963)
- Indirizzo permanente (77 Sunset Strip) – serie TV, episodio 5x23 (1963)
- Sotto accusa (Arrest and Trial) – serie TV, episodio 1x16 (1964)
- La legge di Burke (Burke's Law) – serie TV, episodi 1x19-3x07 (1964-1965)
- Le spie (I Spy) – serie TV, 3 episodi (1965-1966)
- Kronos - Sfida al passato (The Time Tunnel) – serie TV, episodio 1x17 (1967)
- L'incredibile Hulk (The Incredible Hulk) – serie TV, episodi 2x07-2x18 (1978-1979)
- Colombo (Columbo) – serie TV, episodio 2x07 (1978)
- A-Team (The A-Team) – serie TV, episodio 2x01 (1984)
- Walker Texas Ranger – serie TV, episodi 5x21-8x18 (1997-2000)
- Detective Monk (Monk) – serie TV, episodio 3x11 (2005)

## Animazione
- Avatar - La leggenda di Aang (Iroh)
- I Rugrats a Parigi - Il film (Mr. Yamaguchi)
- Samurai Jack (Aku)
- TMNT (Splinter)

## Riconoscimenti
- Premio Oscar
  - 1967 – Candidatura al miglior attore non protagonista per Quelli della San Pablo (The Sand Pebbles)
- Golden Globe
  - 1967 – Candidatura al miglior attore non protagonista per Quelli della San Pablo (The Sand Pebbles)
- Tony Award
  - 1976 – Candidatura al miglior attore protagonista in un musical per Pacific Overtures

## Doppiatori italiani
Nelle versioni in italiano delle opere in cui ha recitato, Mako è stato doppiato da:
- Gianni Bonagura in Quelli della San Pablo, Conan il distruttore
- Angelo Nicotra in Crying Freeman, Sette anni in Tibet
- Ferruccio Amendola in Quel fantastico assalto alla banca
- Antonio Guidi in Killer Elite
- Luigi Montini in Triade chiama Canale 6
- Mario Feliciani in Conan il barbaro
- Saverio Moriones in Risposta armata
- Gigi Angelillo in Tucker - Un uomo e il suo sogno
- Marco Mete in Filofax - Un'agenda che vale un tesoro
- Sergio Tedesco in Pugno d'acciaio
- Sergio Graziani in Sol levante
- Vittorio Di Prima in Highlander 3
- Carlo Reali in Detective Monk

Da doppiatore è sostituito da:
- Daniele Valenti in Samurai Jack
- Dario De Grassi in Avatar - La leggenda di Aang
- Vittorio Di Prima in TMNT